# Andrej Kvašňák
Andrej Kvašňák, né le 19 mai 1936 à Košice et mort le 18 avril 2007 à Prague, est un footballeur tchécoslovaque (devenu slovaque).

## Biographie
Il est international tchécoslovaque dans les années 1960 (47 sélections et 13 buts). Il dispute notamment la finale de la coupe du monde de 1962 au Chili. Il joue une grande partie de sa carrière au AC Sparta Prague avant de rejoindre en 1969 le club belge du KRC Malines.
Il meurt le 18 avril 2007 des suites d'un cancer du poumon.